# Dendrocygna javanica
La dendrocigna indiana, dendrocigna minore, anatra fischiatrice indiana o anatra fischiatrice minore indiana  (Dendrocygna javanica Horsfield, 1821) è un uccello appartenente alla famiglia degli Anatidi ampiamente diffuso nell'ecozona orientale.